# 79 Eurynome
Eurynome /jʊˈrɪnəmiː/ (định danh hành tinh vi hình: 79 Eurynome) là một tiểu hành tinh ở vành đai chính hoàn toàn lớn và sáng. Thành phần cấu tạo của nó gồm đá silicat. Tiểu hành tinh này do James Craig Watson ngày 14 tháng 9 năm 1863. Đây là phát hiện tiểu hành tinh đầu tiên của ông và được đặt theo một trong nhiều tên Eurynome trong thần thoại Hy Lạp. Nó quay quanh Mặt trời với chu kỳ 3,82 năm và có chu kỳ quay quanh trục là 6 giờ. Đây là thành viên cùng tên của một họ tiểu hành tinh được đề xuất với ít nhất 43 thành viên, bao gồm 477 Italia và 917 Lyka.